# Tekniker
En tekniker är en yrkesperson med kunnande i teknik. Som epitet används även tekniker såväl bildligt som specifikt om de mer hantverks- eller hanteringsmässiga aspekterna av ett större begrepp.